# Droga wojewódzka 532
Die Droga wojewódzka 532 (DW 532) ist eine 22 Kilometer lange Droga wojewódzka (Woiwodschaftsstraße) in der polnischen Woiwodschaft Pommern, die Kwidzyn mit Gardeja verbindet. Die Strecke liegt im Powiat Kwidzyński.

## Streckenverlauf
Woiwodschaft Pommern, Powiat Kwidzyński
-  Kwidzyn (Marienwerder) (DK 55, DK 90, DW 518, DW 521, DW 588)
- Białki (Bialken)
-  Sadlinki (Sedlinen) (DW 611)
- Karpiny (Treugenkohl)
-  Okrągła Łąka (Rundewiese) (DW 612)
-  Gardeja (Garnsee) (DK 55, DW 523)